# Люка Оєн
Люка Оєн (нід. Luca Oyen, нар. 14 березня 2003, Ноттінгем) — бельгійський футболіст, півзахисник клубу «Генк».

## Клубна кар'єра
Уродженець Ноттінгема, Англія, де в той час грав у футбол його батько. Люка в ранньому віці переїхав з батьками в Бельгію, де став вихованцем футбольної академії «Генка», пройшовши усі молодіжні групи. Наприкінці серпня 2018 року Оєн підписав свій перший професійний контракт з командою у віці п'ятнадцяти років.
9 серпня 2020 дебютував в основному складі «Генка», вийшовши на заміну в матчі вищого дивізіону бельгійського чемпіонату проти «Зюлте-Варегема», вийшовши на заміну замість Дріса Воутерса на 78-й хвилині. 20 вересня 2020 року Люка вперше вийшов в стартовому складі «Генка» в матчі проти « Мехелена». За підсумками сезону 2020/21 виграв з командою Кубок Бельгії.

## Кар'єра в збірній
Виступав за юнацькі збірні Бельгії до 15, до 16, до 17 і до 19 років.

## Титули і досягнення
- Володар Кубка Бельгії (1):

«Генк»: 2020-21

## Особисте життя
Його батько також футболіст, Даві Оєн, який зокрема виступав за «Генк», ПСВ, «Андерлехт» і «Ноттінгем Форест», а також за збірну Бельгії.